# Danovis Banguero
Danovis Banguero Lerma (Villavicencio, Meta; 27 de octubre de 1989) es un futbolista colombiano que juega como lateral izquierdo en Millonarios de la Categoría Primera A de Colombia.

## Carrera en clubes

### Cúcuta Deportivo
Inicio su carrera como futbolista profesional jugando como extremo por izquierda, siendo dirigido por el entrenador Pedro Sarmiento en el Cúcuta Deportivo, debutaría en la Copa Libertadores frente a las Chivas de Guadalajara en 2008 entrando al minuto 34' del encuentro por el lesionado Lin Carlos Henry. Bajo la dirección técnica del mundialista Jorge Luis Pinto logra anotar su primer gol como profesional en la Copa Colombia 2009, se mantuvo con el club hasta finales de 2010 luchando por no descender.

### Unión Magdalena
En el primer semestre del año 2011 ficha con el Unión Magdalena, solo llegó a disputar 44 minutos en un partido frente al Barranquilla FC bajo las órdenes de Eduardo Julián Retat.

### Deportes Tolima
En el año 2011 el equipo Vinotinto y oro lo presenta como nuevo jugador, con el equipo ganó la Copa Colombia en el año 2014 y en diciembre del 2015 termina su vínculo.

### Atlético Huila
Para inicios de la temporada 2016 jugó en el conjunto opita en donde se ganó un puesto como titular, pero a final de ese año terminó su vínculo con el conjunto opita. disputó 21 partidos con 1 gol conseguido.

### Deportes Tolima
De vuelta a Deportes Tolima, en el segundo semestre de 2016, consiguió el campeonato apertura 2018, anotando el gol que obligó a ir hasta la tanda de penaltis y en el año 2020 deja el club.

### Atlético Nacional
El 19 de diciembre de 2020 se hace oficial su fichaje por el club verdolaga. El 11 de diciembre de 2021 enfrentando al Deportivo Pereira brindó una tripleta de asistencias de gol para la goleada 5-1. En 2022 anota un gol en la final frente al Deportes Tolima.

### Águilas Doradas
En julio del 2023 el jugador fichó como agente libre en las Águilas Doradas de Rionegro.

### Millonarios
El 5 de enero de 2024 es confirmado como refuerzo de Millonarios hasta diciembre de 2025. Llega en condición de libre luego de rescindir su contrato con Águilas Doradas. Sale campeón de la Superliga de Colombia con Millonarios ante el Junior de Barranquilla, saliendo lesionado en los primeros minutos del partido. El 21 de julio de 2024 anota su primer gol con Millonarios enfrentando al Atlético Bucaramanga.
El 8 de agosto de 2025 vuelve a anotar con Millonarios, anotando el empate 3-3 ante el Deportivo Cali por la fecha 6 del Torneo Finalización con un cobro de tiro libre.

## Estadísticas
- Actualizado al último partido disputado el 19 de junio de 2025. Según referencias.[12][13]

| Club                         | Div.          | Temporada     | Liga  | Liga  | Copas nacionales | Copas nacionales | Copas nacionales | Copas nacionales | Total | Total |
| Club                         | Div.          | Temporada     | Part. | Goles | Part.            | Goles            | Part.            | Goles            | Part. | Goles |
| ---------------------------- | ------------- | ------------- | ----- | ----- | ---------------- | ---------------- | ---------------- | ---------------- | ----- | ----- |
| Cúcuta Deportivo · Colombia  | 1.a           | 2008          | 20    | 0     | Desconocido      | Desconocido      | 1                | 0                | 21    | 0     |
| Cúcuta Deportivo · Colombia  | 1.a           | 2009          | 6     | 0     | 1                | 1                | -                | -                | 7     | 1     |
| Cúcuta Deportivo · Colombia  | 1.a           | 2010          | 10    | 0     | Desconocido      | Desconocido      | -                | -                | 10    | 0     |
| Cúcuta Deportivo · Colombia  | Total club    | Total club    | 36    | 0     | 1                | 1                | 1                | 0                | 38    | 1     |
| Unión Magdalena · Colombia   | 2.a           | A-2011        | 1     | 0     | -                | -                | -                | -                | 1     | 0     |
| Unión Magdalena · Colombia   | Total club    | Total club    | 1     | 0     | 0                | 0                | 0                | 0                | 1     | 0     |
| Deportes Tolima · Colombia   | 1.a           | F-2011        | 6     | 0     | 1                | 0                | -                | -                | 7     | 0     |
| Deportes Tolima · Colombia   | 1.a           | 2012          | 34    | 3     | 4                | 0                | 3                | 0                | 41    | 3     |
| Deportes Tolima · Colombia   | 1.a           | 2013          | 33    | 4     | 9                | 1                | 3                | 0                | 45    | 5     |
| Deportes Tolima · Colombia   | 1.a           | 2014          | 29    | 5     | 11               | 0                | 0                | 0                | 40    | 5     |
| Deportes Tolima · Colombia   | 1.a           | 2015          | 36    | 1     | 7                | 0                | -                | -                | 45    | 1     |
| Deportes Tolima · Colombia   | 1.a           | F-2016        | 19    | 0     | 6                | 0                | 1                | 0                | 26    | 0     |
| Deportes Tolima · Colombia   | 1.a           | 2017          | 32    | 3     | 3                | 0                | 2                | 0                | 37    | 5     |
| Deportes Tolima · Colombia   | 1.a           | 2018          | 31    | 1     | 2                | 0                | -                | -                | 33    | 1     |
| Deportes Tolima · Colombia   | 1.a           | 2019          | 39    | 5     | 6                | 1                | 6                | 1                | 51    | 7     |
| Deportes Tolima · Colombia   | 1.a           | 2020          | 12    | 1     | -                | -                | 6                | 0                | 18    | 1     |
| Deportes Tolima · Colombia   | Total club    | Total club    | 271   | 24    | 49               | 2                | 21               | 1                | 341   | 27    |
| Atlético Huila · Colombia    | 1.a           | A-2016        | 19    | 1     | 2                | 0                | -                | -                | 21    | 1     |
| Atlético Huila · Colombia    | Total club    | Total club    | 19    | 1     | 2                | 0                | 0                | 0                | 21    | 1     |
| Atlético Nacional · Colombia | 1.a           | 2021          | 39    | 1     | 8                | 1                | 9                | 0                | 56    | 2     |
| Atlético Nacional · Colombia | 1.a           | 2022          | 40    | 3     | 4                | 1                | 2                | 0                | 46    | 4     |
| Atlético Nacional · Colombia | 1.a           | A-2023        | 23    | 1     | 2                | 0                | 4                | 1                | 29    | 2     |
| Atlético Nacional · Colombia | Total club    | Total club    | 102   | 5     | 14               | 2                | 15               | 1                | 131   | 8     |
| Águilas Doradas · Colombia   | 1.a           | F-2023        | 19    | 1     | 2                | 1                | -                | -                | 21    | 2     |
| Águilas Doradas · Colombia   | Total club    | Total club    | 19    | 1     | 2                | 1                | 0                | 0                | 21    | 2     |
| Millonarios · Colombia       | 1.a           | 2024          | 29    | 2     | 3                | 0                | 3                | 0                | 35    | 2     |
| Millonarios · Colombia       | 1.a           | 2025          | 23    | 0     | -                | -                | 1                | 0                | 24    | 0     |
| Millonarios · Colombia       | Total club    | Total club    | 52    | 2     | 3                | 0                | 4                | 0                | 59    | 2     |
| Total carrera                | Total carrera | Total carrera | 448   | 32    | 68               | 6                | 37               | 2                | 553   | 39    |

## Palmarés

### Campeonatos nacionales
| Título                | Club              | Año  |
| --------------------- | ----------------- | ---- |
| Copa Colombia         | Deportes Tolima   | 2014 |
| Torneo Apertura       | Deportes Tolima   | 2018 |
| Copa Colombia         | Atlético Nacional | 2021 |
| Torneo Apertura       | Atlético Nacional | 2022 |
| Superliga de Colombia | Atlético Nacional | 2023 |
| Superliga de Colombia | Millonarios       | 2024 |

### Distinciones individuales
| Distinción          | Año  |
| ------------------- | ---- |
| XI Ideal ACOLFUTPRO | 2019 |